# Edith Landmann
Edith Landmann, auch Edith Landmann-Kalischer, (geboren als Edith Kalischer 19. September 1877 in Berlin; gestorben 23. Juli 1951 in Basel) war eine deutsche Philosophin.

## Leben
Edith Kalischer war eines von sechs Kindern des Berliner Börsenmaklers Moritz Kalischer und der Henriette Skolny. Sie besuchte die Gymnasialkurse bei Helene Lange und studierte Philosophie, Psychologie, Kunstgeschichte und Archäologie in Zürich und Berlin. Im Jahr 1901 wurde sie promoviert. 
Sie heiratete den Nationalökonom Julius Landmann, sie hatten drei Kinder, darunter den Philologen Georg Peter Landmann und den Philosophen Michael Landmann. Nachdem sie zunächst viel mit Rudolf Borchardt verkehrt hatten, näherten sie sich seit etwa 1914 dem Dichter Stefan George und seinem Kreis an. Landmann-Kalischer war Lehrerin an der Volkshochschule Basel. 

## Schriften (Auswahl)
- Georgika, 1920 (George-Monographie, erschien anonym) (Digitalisat).
- Die Transzendenz des Erkennens. Georg Bondi, Berlin 1923 (Digitalisat).

postum
- Gespräche mit Stefan George. Helmut Küpper vormals Georg Bondi, Düsseldorf/München 1963.
- Die Lehre vom Schönen, 1952